# ریچارد گرین (بازیکن فوتبال)
ریچارد گرین (انگلیسی: Richard Green؛ زادهٔ ۲۲ نوامبر ۱۹۶۷) بازیکن فوتبال اهل بریتانیا است.
از باشگاه‌هایی که در آن بازی کرده‌است می‌توان به باشگاه فوتبال والسال، باشگاه فوتبال سوئیندون تاون، باشگاه فوتبال گیلینگام، باشگاه فوتبال روچدیل، باشگاه فوتبال نورث‌همپتون تاون، و باشگاه فوتبال شروزبری تاون اشاره کرد.